# 瓯南大桥
瓯南大桥，又称鳌江三桥，位于鳌江下游，是连接温州市龙港市文卫路与平阳县鳌江镇胜利路的桥梁。大桥全长881米，宽24.5米，主桥长408米，限重2吨，限速40千米每小时。主桥主航孔宽度64米，桥面净高9米，可以垂直升至21米，以满足来往船舶的进出港需求，是目前亚洲最大跨径的钢桁开启桥。虽然大桥早在1986年就已经提出设想，但先是因为龙港、鳌江两地政府龃龉不断难以开工，后因为拆迁利益迟迟不能竣工，建成2年后又因为成本问题停止开启功能。

## 建造
1986年，当时的苍南县龙港镇向平阳县鳌江镇提议在两镇建成区联合修建大桥。由于龙港刚刚建镇、鳌江经济实力相对较强，鳌江当地担心龙港的招商引资会对当地产生虹吸、破坏鳌江本地经济，于是鳌江方面对于龙港的提议不置可否，龙港不得不在上游7公里处独力修筑了龙港大桥。此后龙港发展迅猛，乘坐渡轮来往两地的人也逐渐变多，应民众呼声鳌江方面于1992年向龙港提议造桥，但龙港则还施彼身，同样置之不理。在舆论压力下，龙港和鳌江两地政府开始协商，但双方因为大桥选址、命名问题迟迟没有进展，最终温州市政府出面调停两地争议，并将大桥定名为瓯南大桥，两地于2000年2月12日确定桥址，同年10月1日两镇缔结为友好城镇，大桥于2003年7月6日正式开工。
大桥开工之后，原定于2005年3月31日竣工，但中途因为龙港一侧拆迁户开价过高、政府无法满足，导致开工3年迟迟无法完工，并且因为财政问题于2006年年中再度停工。当时龙港开出的拆迁条件是60万人民币每间房，并且政府为赶进度愿意额外支付20万元，但拆迁户则提出100万元拆迁款，甚至有媒体报道部分拆迁户扬言：“现在政府造桥箭在弦上，此时不敲一杠，更待何时？”当时苍南县是国家级贫困县，平阳县年度财政收入也只有2亿元，实在难以承担数千万元的拆迁款支出，不得不要求大桥停工。瓯南大桥的拆迁问题直到2018年才得到解决，此前瓯南大桥龙港一侧主桥为断头路，需要绕行引桥通行。大桥几经波折，在2006年10月8日实现主桥的贯通。2007年04月29日大桥正式落成通车，上万两岸居民涌上桥头庆祝，浙江边防总队海上巡逻艇则在当日从桥下穿过。

## 设计与缺陷

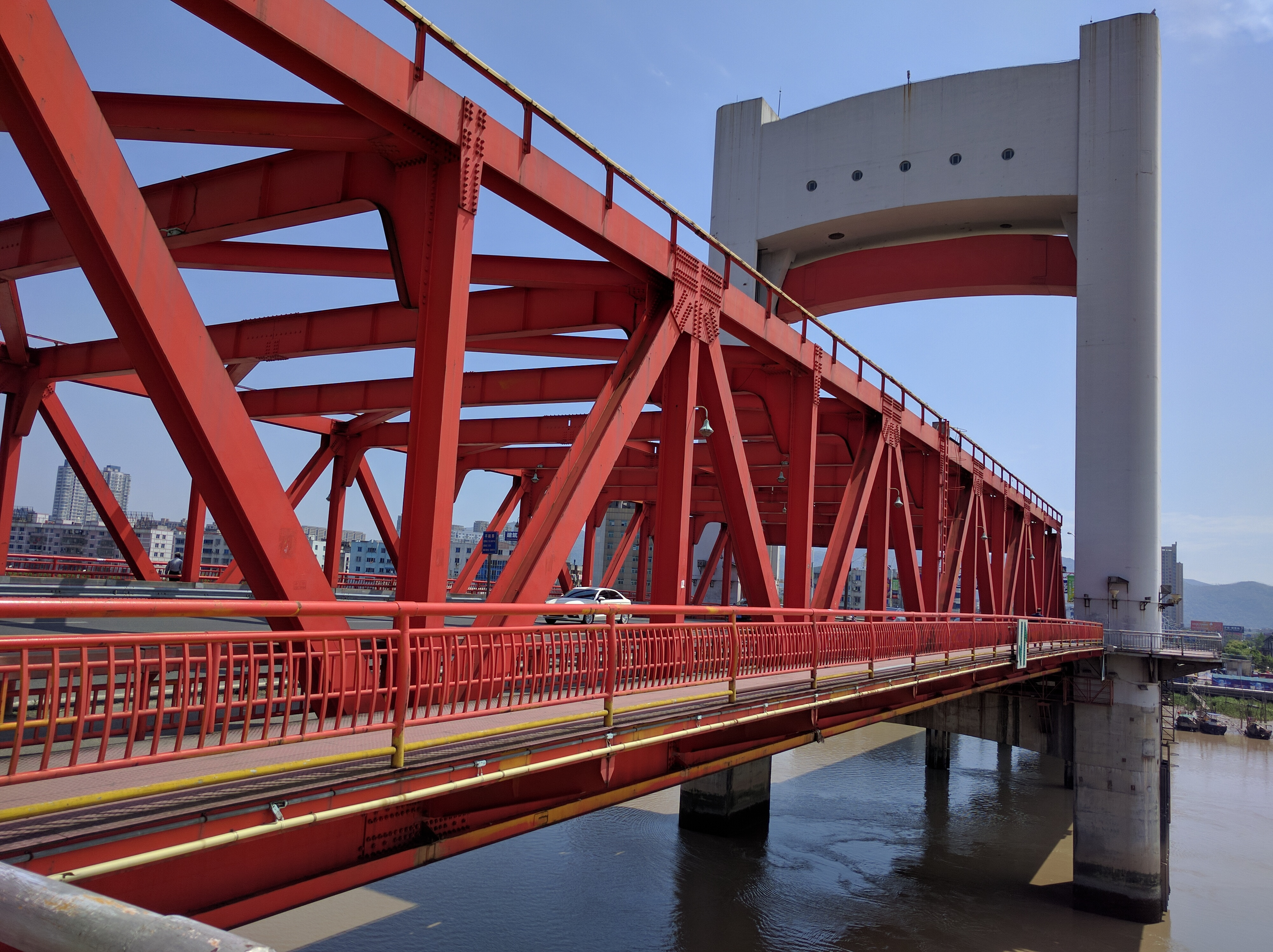
桥梁可以升降的桁架部分

瓯南大桥的总投资1.65亿元，全长总长881米，桥宽24.5米，双向四车道，免费通行，针对拖拉机、农用运输车、19座以上的大型客车和2吨以上货车或车身高度在4.5米上的车辆进行管制，最高限速40千米每小时。大桥的主通航孔净空宽度64米，桥面高度9米，前后两个副通航孔净空宽度35m、高度6.8m，因此9米以上高度的船舶需要进港前报备，通航孔桥面可以升高到顶部至21米，原定每日鳌江港早晚潮时间升起半小时。桥梁闭合时设计可以通过300吨级船舶，升起时设计可通行1000吨级，最大跨度72米，最大提升重量1003吨，是天津海门大桥之后中国最大的现代化开启桥。
然而仅仅开通2年，瓯南大桥就因为成本问题从2009年6月1日起停止开启。大桥每年维护成本在400万元左右，每开启一次足足可以花1万元。根据桥梁设计单位的说法，当时瓯南大桥上游的鳌江码头需要通行1000吨级船舶，因此否决了低桥方案，设计单位设计的高桥方案全长2千米，政府认为引桥距离太长无法满足需求，并且龙港方面由于建镇时间短，需要拆迁的都是安置费用昂贵的新房，财政上负担比较大。桥梁设计单位也认为随着下游港口开发，桥梁开启的功能很可能在开通内数年废弃，但由于当时要求立刻建桥且高桥方案经济上存在争议，不得已才选用开启桥方案，但后来证明这显然得不偿失。瓯南大桥上游有19座码头，但由于航道淤积，再加上城市化发展，最终鳌江镇政府在温州市政府劝说下，在大桥停止开启后着手将这些码头向下游转移。
瓯南大桥自开通以来就饱受超载之苦，引道和引桥连接处也因为沉降出现裂缝。裂缝一方面是因为由地方政府承担建设的引道没有打桩，而与大桥主体的引桥沉降速率不一致，导致两者衔接部分屡修屡破。另一方面，来往大桥的工程车严重超载，甚至在夜间在交警下班之后严重超载上桥，这种超载现象不仅导致大桥整体沉降加速，还容易引发严重的交通事故，政府不得不于2012年在桥梁入口设置限流设备阻止大货车通行。大桥也多次因为大货车撞坏路栅而中断通行，主要原因都是驾驶员酒后驾车。2012年的一场事故中，肇事大货车仅车身重量就高达17吨，严重超出了2吨的桥梁设计荷载，而且为了省路从大桥对向引桥逆向行驶下桥，并据死者家属和居民反映夜间大货车逆行已成为常态，死者家属在桥面设置灵堂抗议政府不作为。大桥每日通行量在1万辆左右，由于两地沟通频繁，逐渐无法满足通行需求，政府在后来有将上游的龙港大桥重修，下游新建鳌江四桥。